# Seo Young-joo
Seo Young-joo (sinh ngày 16 tháng 2 năm 1998) là một diễn viên Hàn Quốc. Anh đã giành giải Nam diễn viên chính xuất sắc nhất tại Liên hoan phim quốc tế Tokyo và Cinemanila International Film Festival trong phần thể hiện trong Juvenile Offender.

## Điện ảnh

### Phim
| Năm  | Tựa phim           | Vai trò                           | Ghi chú |
| ---- | ------------------ | --------------------------------- | ------- |
| 2008 | Sương Hoa điếm     | Han-baek lúc trẻ                  |         |
| 2009 | Bloody Innocent    | Dong-sik 11 tuổi (Chương 4: 1997) |         |
| 2012 | The Thieves        | Macao Park lúc trẻ                |         |
| 2012 | Juvenile Offender  | Jang Ji-gu                        | [ 5 ]   |
| 2013 | Moebius            | Con                               | [ 6 ]   |
| 2015 | The Treacherous    | Im Sung-jae lúc trẻ               | [ 7 ]   |
| 2016 | The Age of Shadows | Joo Dong-sung                     | [ 8 ]   |
| 2017 | Snowy Road         | Kang Young-joo                    | [ 9 ]   |

### Phim truyền hình
| Year | Title                      | Role                             | Network | Notes         |
| ---- | -------------------------- | -------------------------------- | ------- | ------------- |
| 2009 | Hero                       | Jin Do-hyuk lúc trẻ              | MBC     |               |
| 2010 | First Marriage             | Lee Chang-soo 15 tuổi            | SBS     |               |
| 2011 | Can You Hear My Heart?     | Jang Joon-ha/Bong Ma-roo lúc trẻ | MBC     | [ 10 ]        |
| 2011 | Gyebaek                    | thiếu niên Gyo-ki                | MBC     | [ 11 ]        |
| 2012 | Fashion King               | Kang Young-gul lúc nhỏ           | SBS     | [ 12 ]        |
| 2012 | May Queen                  | Jang Il-moon lúc nhỏ             | MBC     | [ 13 ] [ 14 ] |
| 2012 | Family Portrait            | Han Jin-woo                      | SBS     |               |
| 2013 | Golden Rainbow             | thiếu niên Kim Man-won           | MBC     | [ 15 ]        |
| 2014 | Drama Special: "Youth"     | Seok-joo                         | KBS2    | [ 16 ]        |
| 2015 | Drama Special: Snowy Road  | Kang Young-joo                   | KBS1    |               |
| 2015 | Hello Monster              | Lee Jung-ha (khách mời, tập 6-7) | KBS2    | [ 17 ]        |
| 2016 | Solomon's Perjury          | Lee So-woo                       | JTBC    | [ 18 ] [ 19 ] |
| 2017 | Lingerie Girls’ Generation | Bae Dong-moon                    | KBS2    | [ 20 ] [ 21 ] |

## Giải thưởng
| Năm  | Giải thưởng                                 | Hạng mục                                                                 | Tác phẩm                   | Kết quả   |
| ---- | ------------------------------------------- | ------------------------------------------------------------------------ | -------------------------- | --------- |
| 2012 | 14th Cinemanila International Film Festival | Nam diễn viên chính xuất sắc nhất                                        | Juvenile Offender          | Đoạt giải |
| 2012 | 25th Liên hoan phim quốc tế Tokyo           | Nam diễn viên chính xuất sắc nhất                                        | Juvenile Offender          | Đoạt giải |
| 2013 | 49th Baeksang Arts Awards                   | Nam diễn viên mới xuất sắc nhất (Phim điện ảnh)                          | Juvenile Offender          | Đề cử     |
| 2013 | 22nd Buil Film Awards                       | Nam diễn viên mới xuất sắc nhất (Phim điện ảnh)                          | Juvenile Offender          | Đề cử     |
| 2013 | 56th Asia-Pacific Film Festival             | Nam diễn viên chính xuất sắc nhất                                        | Juvenile Offender          | Đề cử     |
| 2013 | 34th Blue Dragon Film Awards                | Nam diễn viên mới xuất sắc nhất                                          | Moebius                    | Đề cử     |
| 2015 | 8th Korea Drama Awards                      | Nam diễn viên mới xuất sắc nhất                                          | Snowy Road                 | Đề cử     |
| 2017 | KBS Drama Awards                            | Nam diễn viên chính xuất sắc nhất trong bộ phim hành động/đặc biệt /ngắn | Lingerie Girls’ Generation | Đề cử     |